# Фудзітані Со
Фудзітані Со (яп. 藤谷 壮; нар. 28 жовтня 1997) — японський футболіст, що грав на позиції захисника.

## Клубна кар'єра
У дорослому футболі дебютував 2015 року виступами за команду клубу «Віссел Кобе».

## Кар'єра в збірній
З 2017 року залучався до складу молодіжної збірної Японії, з якою брав участь у молодіжних чемпіонатах світу 2017.

## Титули і досягнення
- Володар Кубка Імператора (1):

«Віссел Кобе»: 2019
- Володар Суперкубка Японії (1):

«Віссел Кобе»: 2020
Збірні
- Переможець Юнацького (U-19) кубка Азії: 2016